# 栃木縣立圖書館
栃木縣立圖書館（日语：／ Tochigi kenritsu toshokan */?）是由日本栃木縣營運的公共圖書館，位於宇都宮市，開館於1946年（昭和21年）。前身為二宮文庫及栃木縣教育會圖書館。目前的館舍是於1971年建造完成的，2007年共有館藏664,996冊。

## 外部連結
- 栃木県立図書館 （页面存档备份，存于）